# Тувановская волость
Тувановская волость — административная единица в составе Курмышского уезда Нижегородской губернии. Волость существовала до 1781 года, после её упразднения населенные пункты были отнесены к Атаевской и Курмышской волостям Курмышского уезда Симбирской губернии и к волостям Ядринского уезда Казанской губернии.

## История
В период вхождения волости в Курмышский уезд в по данным II ревизии 1747 г. в волости числились населённые пункты:
| Название                          | Совр. название  | Совр. расположение |
| --------------------------------- | --------------- | ------------------ |
| село Богоявленское Большие Туваны | Туваны          | Шумерлинский       |
| деревня Кадеева                   | Большие Атмени  | Аликовский         |
| деревня Ямашева                   | Большое Ямашево | Аликовский         |
| деревня Вылы Тохтамыш             | Караклово       | Аликовский         |
| деревня Малые Туваны              | Малые Туваны    | Аликовский         |
| деревня Тенеева                   | Тенеево         | Аликовский         |